# 류하오란
류하오란(중국어: 刘昊然, 1997년 10월 10일 ~ )은 중국의 배우이다. 허난성 핑딩산시 출신이며 중앙희극학원을 졸업했다.

## 필모그래피

### 영화
- 2014년 <북경러브스토리>
- 2015년 <탐정 당인: 차이나타운 살인사건>의 진풍 역
- 2016년 <후난성 전투>
- 2016년 <쌍생>
- 2017년 <요묘전: 레전드 오브 더 데몬 캣>의 백룡 역
- 2018년 <당인가탐안2>

### 텔레비전 드라마
- 2016년 <최호적아문-가장 좋았던 우리>의 위화이 역
- 2017~2018년 <랑야방2: 풍기장림>의 소평정 역

## 수상
| 연도 | 부문                                                       | 작품           |
| ---- | ---------------------------------------------------------- | -------------- |
| 2014 | 신인상                                                     | 북경러브스토리 |
| 2015 | 최우수 신인상, 상하이국제영화 아시아 신인상, 최우수 연기상 | 당인가탐안2    |